# 1. česká hokejová liga 1997/1998
1. česká hokejová liga 1997/1998 byla 5. ročníkem druhé nejvyšší české hokejové soutěže.

## Fakta
- 5. ročník samostatné druhé nejvyšší české hokejové soutěže
- Prolínací extraligová kvalifikace: Tým SK Znojemští Orli v baráži neuspěl.
- Tým HC Bohemex Trade Přerov sestoupil do 2. ligy. IHC Prostějov se udržel, ale nakonec prodal prvoligovou licenci týmu HC Slovan Rosice. Tým SK Kadaň postoupil do dalšího ročníku 1. ligy.

### Systém soutěže
Všech 14 týmů se nejprve utkalo v základní části čtyřkolově každý s každým. V této sezoně se nehrálo žádné play off. Nejlepší celek základní části postoupil do baráže o extraligu, ve které změřil sílu s posledním extraligovým celkem. Baráž se hrála na čtyři vítězná utkání.
Týmy, které skončily na třinácté a čtrnácté příčce, se účastnily baráže o 1. ligu, která se hrála v sériích na čtyři vítězná utkání proti dvěma nejlepším celkům play off 2. ligy.

## Základní část

### Konečná tabulka
| Vysvětlivka                  |
| ---------------------------- |
| Postup do baráže o extraligu |
| Sezóna pro daný tým skončila |
| Účastník baráž o 1. ligu     |

| Poř. | Tým                           | Z  | V  | R  | P  | VG  | OG  | B  |
| ---- | ----------------------------- | -- | -- | -- | -- | --- | --- | -- |
| 1.   | SK Znojemští Orli             | 52 | 29 | 8  | 15 | 169 | 100 | 66 |
| 2.   | HC Stadion Liberec            | 52 | 31 | 4  | 17 | 167 | 115 | 66 |
| 3.   | HC Berounští Medvědi          | 52 | 26 | 13 | 13 | 186 | 140 | 65 |
| 4.   | SK Horácká Slavia Třebíč      | 52 | 25 | 13 | 14 | 138 | 105 | 63 |
| 5.   | KLH Chomutov                  | 52 | 26 | 10 | 16 | 205 | 179 | 62 |
| 6.   | HC Havířov                    | 52 | 26 | 9  | 17 | 147 | 110 | 61 |
| 7.   | HC Olomouc                    | 52 | 25 | 9  | 18 | 163 | 136 | 59 |
| 8.   | HC Jitex Písek                | 52 | 23 | 9  | 20 | 147 | 138 | 55 |
| 9.   | HC Kaučuk Kralupy nad Vltavou | 52 | 19 | 14 | 19 | 152 | 154 | 52 |
| 10.  | HC Rebel Havlíčkův Brod       | 52 | 18 | 8  | 26 | 131 | 165 | 44 |
| 11.  | HC Kometa Brno                | 52 | 16 | 11 | 25 | 158 | 188 | 43 |
| 12.  | SHC Vajgar Jindřichův Hradec  | 52 | 15 | 12 | 25 | 122 | 154 | 42 |
| 13.  | IHC Prostějov                 | 52 | 11 | 10 | 31 | 115 | 183 | 32 |
| 14.  | HC Bohemex Trade Přerov       | 52 | 6  | 6  | 40 | 99  | 222 | 18 |

Tým SK Znojemští Orli postoupil do baráže o extraligu, kde ale neuspěl.

## Baráž o 1. ligu
- IHC Prostějov - HC Papíroví Draci Šumperk 4:1 (5:1, 2:3, 5:1, 3:2, 6:3)
- HC Bohemex Trade Přerov - SK Kadaň 2:4 (0:5, 2:3, 2:0, 4:1, 0:3, 1:2)

Tým HC Bohemex Trade Přerov sestoupil do 2. ligy. IHC Prostějov se udržel. Tým SK Kadaň postoupil do dalšího ročníku 1. ligy.